# مثلثات متشابهة

مثلثات متشابهة.

في الهندسة الإقليدية، المثلثات المتشابهة هو إذا كان لمثلثان نفس الشكل، لكن ليس بالضرورة أن يكونا بنفس الحجم.
من بين العديد من الصيغ الرسمية لهذا التعريف الحدسي، فإن النوعين الأكثر شيوعًا هما : مثلثين متشابهين :
- إذا كانت أضلاعهم متناسبة[1] أو ما يعادل[3]
- إذا كان لديهم نفس الزوايا[4]

## قواعد
يمكن أن يكون كل من التوصيفات الواردة أدناه بمثابة تعريف لمفهوم المثلثات المتشابهة، لأن جميعها متكافئة.
1. يتشابه المثلثان إذا كانت أضلاعهما متناسبة. أكثر رسميا : مثلثات {\displaystyle ABC} و {\displaystyle A'B'C'} متشابهة إذا
{\displaystyle {\frac {AB}{A'B'}}={\frac {BC}{B'C'}}={\frac {AC}{A'C'}}}
2. يتشابه مثلثان إذا كانت زاويتان هندسيتان على الأقل (أي غير موجهتين) لأحدهما تساوي زاويتين هندسيتين للأخرى. أكثر رسميا : {\displaystyle ABC} و {\displaystyle A'B'C'} متشابهة إذا
{\displaystyle {\widehat {BAC}}={\widehat {B'A'C'}}\quad {\text{et}}\quad {\widehat {BCA}}={\widehat {B'C'A'}}}
(التي تؤدي إلى {\displaystyle {\widehat {ABC}}={\widehat {A'B'C'}}} )
3. يتشابه المثلثان إذا كان ضلعا أحدهما متناسبًا مع ضلعين للآخر وكانت الزوايا بين هذين الضلعين متساوية.
4. يتشابه المثلثان إذا كان ضلعا أحدهما متناسبًا مع ضلعين للآخر وكانت الزوايا المقابلة للأكبر من الضلعين المتناسبين متساوية :
{\displaystyle {\frac {AB}{A'B'}}={\frac {BC}{B'C'}}\quad {\text{et}}\quad {\widehat {BAC}}={\widehat {B'A'C'}}}
5. مثلثين متشابهين إذا كان هناك تشابه (أي تحاك، ترجمة، تناوب، التماثل متعامد أو مركب من هذه التحولات) تحويل واحد إلى الآخر.[6]

## حالة خاصة
- إذا كان للمثلثين أضلاع بنفس الطول، نقول إنها متساوية القياس.
- إذا كانت مثلثين جنوبهم مثلي موازية ثم كانت متشابهة وتسمى تحاك مثلثات. عندما تكون المثلثات متجانسة ولديها رأس مشترك، نجد ترتيب طاليس.

## انظر كذلك
- الهندسة غير الإقليدية